# De ring van Merlijn
De ring van Merlijn is het tweeëntwintigste stripverhaal uit de reeks van De Rode Ridder. Het is geschreven door Willy Vandersteen en getekend door Frank Sels. De eerste albumuitgave was in 1964.

## Het verhaal
Hugon, de koninklijke nar is op doorreis en belandt op het kasteel van Heer Rowan. Hij merkt dat men er gebukt gaat onder de onderdrukking van de heerszuchtige Codrick en besluit de hulp van de ronde tafel in te roepen. Een jonge ridder, Cinric wordt uitgeloot om hen te helpen. Merlijn leent een speciale ring aan de jonge ridder om hem bijstand te lenen in gevecht. Dankzij de ring weet Cinric Codrick te verslaan. Deze zint echter op wraak en krijgt hulp van de heks Gawinth. Ze weten via een list de ring van Cinric te krijgen en proberen hiermee Merlijn te verslaan. Johan en Lancelot snellen hem echter te hulp en samen weten ze Codrick en Gawinth te verslaan. Uiteindelijk blijkt dat de ring geen speciale macht had, maar diende om Cinrics zelfvertrouwen te sterken.